# Liolaemus insolitus
Liolaemus insolitus — вид ігуаноподібних ящірок родини Liolaemidae. Ендемік Перу.

## Поширення і екологія
Liolaemus insolitus мешкають на південному заході провінції Арекіпа. Вони живуть в прибережній пустелі Сечура, на висоті від 50 до 264 м над рівнем моря. Живляться комахами, є живородними.

## Збереження
МСОП класифікує цей вид як такий, що перебуває під загрозою зникнення. Liolaemus insolitus загрожує знищення природного середовища.